# ДоРеМі
«ДоРеМі» — радянський короткометражний музичний мультфільм 1986 року, підготовлений творчим об'єднанням «Екран».

## Сюжет
Мультфільм в ігровій манері навчає дітей музичній грамоті.
Пастушок і бичок йдуть і співають пісеньку, а на їхньому шляху зустрічаються ноти, які оживають і перетворюються на різних живих істот:

                           ♪ Сі - ♫ миша

                      ♪ Ля - ♫ собака

                 ♪ Сіль - ♫ місяць

            ♪ Фа - ♫ сова

        ♪ Мі - ♫ кіт

    ♪ Ре - ♫ жаби

♪ До - ♫ бджола

## Знімальна група
| автор сценарію            | Генріх Сапгір |
| режисер                   | Раса Страутмане |
| художник-постановник      | Галина Караваєва |
| оператор                  | Володимир Мілованов |
| композитор                | Олександр Розкатов |
| звукооператор             | Олег Соломонов |
| співає                    | Олег Анофрієв |
| художники-мультиплікатори | Олександр Єлізаров, Євген Делюсін, Семен Петецький, Ігор Самохін, Андрій Свіслоцький, Алла Юрковська, Владлен Барбе, Дмитро Наумов |
| художники                 | Т. Агафонова, Жанна Корякіна, Сергій Олесов, Інна Карп                                                                             |
| монтажер                  | Людмила Коптєва |
| редактор                  | Аліса Феодоріді |
| директор                  | Зінаїда Сараєва |